# Lowe Peak
Der Low Peak ist ein 1060 m hoher Berg an der Shackleton-Küste der antarktischen Ross Dependency. Er ragt 5 km südwestlich des Mount Kolp am nordwestlichen Ende der Nash Range auf.
Das Advisory Committee on Antarctic Names benannte ihn 2003 nach Peter Allan Lowe, der als Techniker für geomagnetische Studien im Winter 1961 auf Hallett-Station tätig war.